# Laura Bernal (diplomata)
Laura Bernal (1956 - 26 de abril de 2020) foi uma diplomata argentina. Serviu como embaixadora da Argentina na Irlanda de 2016 até à sua morte repentina em 2020. Ela esteve presente no país para a visita do seu compatriota Papa Francisco à Irlanda no âmbito do Encontro Mundial das Famílias 2018.
Bernal era de Buenos Aires. Ela morreu em sua casa em Rathmines em 26 de abril de 2020 e foi considerada post-mortem como tendo contraído COVID-19. A pedido da sua irmã e devido à pandemia de COVID-19, o corpo de Bernal não foi repatriado. O seu funeral aconteceu em 15 de maio na igreja paroquial de St Michael em Foxford e ela foi enterrada no cemitério de Craggagh, nas proximidades. Foxford é onde nasceu o almirante William Brown (fundador da Marinha argentina), daí esta escolha. Além da sua irmã, Bernal deixou irmãos e uma cunhada.